# Aubous
Aubous település Franciaországban, Pyrénées-Atlantiques megyében. Lakosainak száma 45 fő (2022. január 1.). Aubous Viella, Aydie, Diusse, Mont-Disse és Maumusson-Laguian községekkel határos.

## Népesség
A település népességének változása:
| Lakosok száma | 53   | 53   | 50   | 48   | 45   | 45   | 44   | 44   | 45   |
|               | 2013 | 2015 | 2016 | 2017 | 2018 | 2019 | 2020 | 2021 | 2022 |